# Piotr Miłaszewski
Piotr Miłaszewski (ur. 15 czerwca 1866 we Lwowie) – pułkownik kawalerii Wojska Polskiego.

## Życiorys
Urodził się 15 czerwca 1866 we Lwowie.
Jesienią 1888 rozpoczął zawodową służbę wojskową w cesarskiej i królewskiej Armii. Został wcielony do Galicyjskiego Pułku Ułanów Nr 4, który wówczas stacjonował w Stanisławowie, a później w Jarosławiu, we Lwowie i Żółkwi. W 1894 został przeniesiony do Galicyjskiego Pułku Ułanów Nr 6, który wówczas stacjonował w Jarosławiu, a później został przeniesiony do Rzeszowa. W 1913 został komendantem kadry zapasowej pułku, która stacjonowała w Przemyślu. W szeregach tego oddziału wziął udział w mobilizacji sił zbrojnych Monarchii Austro-Węgierskiej, wprowadzonej w związku z wojną na Bałkanach, a następnie walczył na frontach I wojny światowej. W czasie służby w c. i k. Armii awansował na kolejne stopnie: kadeta ze starszeństwem z 1 września 1888, porucznika ze starszeństwem z 1 listopada 1889, nadporucznika ze starszeństwem z 1 maja 1894, rotmistrza 2. klasy ze starszeństwem z 1 maja 1901, rotmistrza 1. klasy w 1905 ze starszeństwem z 1 maja 1901, majora ze starszeństwem z 1 listopada 1912, podpułkownika ze starszeństwem z 1 września 1915 i pułkownika ze starszeństwem z 1 maja 1918.
19 lutego 1919 został formalnie przyjęty do Wojska Polskiego z dniem 1 listopada 1918, z byłej armii austro-węgierskiej, z zatwierdzeniem posiadanego stopnia pułkownika ze starszeństwem od dnia 1 maja 1918, i przydzielony do Dowództwa Okręgu Wojskowego Przemyśl na stanowisko referenta jazdy i koni. W połowie 1919 został mianowany dowódcą Baonu Zapasowego Wojsk Wartowniczych i Etapowych Nr IV w Łodzi. 29 listopada 1919 został mianowany sztabowym oficerem inspekcyjnym jazdy przy Dowództwie Okręgu Generalnego „Łódź”. 29 maja 1920 został zatwierdzony z dniem 1 kwietnia 1920 w stopniu pułkownika, w kawalerii, w grupie oficerów byłej armii austro-węgierskiej. Z dniem 1 maja 1921 został przeniesiony w stały stan spoczynku z prawem noszenia munduru. 26 października 1923 Prezydent RP Stanisław Wojciechowski zatwierdził go w stopniu pułkownika jazdy. W 1934, jako oficer stanu spoczynku, pozostawał w ewidencji Powiatowej Komendy Uzupełnień Przemyśl. Posiadał przydział do Oficerskiej Kadry Okręgowej Nr X. Był wówczas „w dyspozycji dowódcy Okręgu Korpusu Nr X”.
Był żonaty z Heleną z Maciejowskich, z którą miał syna Stanisława (1900–1920), podporucznika 2 Pułku Szwoleżerów Rokitniańskich, kawalera Virtuti Militari.

## Ordery i odznaczenia
W czasie służby w c. i k. Armii otrzymał:
- Krzyż Zasługi Wojskowej 3 klasy z dekoracją wojenną i mieczami,
- Brązowy Medal Zasługi Wojskowej z mieczami na wstążce Krzyża Zasługi Wojskowej,
- Brązowy Medal Zasługi Wojskowej na czerwonej wstążce,
- Krzyż Wojskowy Karola,
- Krzyż za 25-letnią służbę wojskową dla oficerów,
- Złoty Medal Jubileuszowy Pamiątkowy dla Sił Zbrojnych i Żandarmerii,
- Krzyż Jubileuszowy Wojskowy,
- Krzyż Pamiątkowy Mobilizacji 1912–1913[8].